# Корзиночницы
Корзиночницы, или эпитеки, (лат. Epitheca) — род разнокрылых стрекоз из семейства бабок. Некоторые систематики выделяют североамериканских корзиночниц в два новых рода, Epicordulia и Tetragoneuria, но эта идея не получила широкого признания и большинство источников помещает их в род Epitheca.

## Этимология латинского названия
Название рода происходит от греческого επιϋεω — набегать, нападать; επιθετικό, — охотно нападающий, отважный, предприимчивый. В названии подчеркнут хищный образ жизни, свойственный всем стрекозам.

## Экология
Личинки развиваются в больших водоёмах. Самки откладывают яйца в полёте над водой.

## Виды
Род включает 12 видов видов:
- Epitheca bimaculata (Charpentier, 1825) — Стрекоза двупятнистая
- Epitheca canis (McLachlan, 1886)
- Epitheca costalis (Selys, 1871)
- Epitheca cynosura (Say, 1840)
- Epitheca marginata (Selys, 1883)
- Epitheca petechialis (Muttkowski, 1911)
- Epitheca princeps Hagen, 1861
- Epitheca semiaquea (Burmeister, 1839)
- Epitheca sepia (Gloyd, 1933)
- Epitheca spinigera (Selys, 1871)
- Epitheca spinosa (Hagen in Selys, 1878)
- Epitheca stella (Williamson in Muttkowski, 1911)

## Распространение
Большинство видов обитают в Северной Америке. В России встречается единственный вид Epitheca bimaculata.